# Cinque matti contro Dracula
Cinque matti contro Dracula (Les Charlots contre Dracula) è un film del 1980 diretto da Jean-Pierre Desagnat.